# Fanpark Bobrovy log
Fanpark "Bobrovy log" (Russisch: Фанпарк "Бобровый Лог") is een wintersportgebied nabij de Russische stad Krasnojarsk dat in 2006 zijn deuren opende. Het bevindt zich in het dal van de Bazaicha en heeft een oppervlakte van 39,2 hectare, waarmee Bobrovy log het grootste Russische skigebied ten oosten van de Oeral is. De skipistes zijn, mede met behulp van kunstmatige sneeuwsystemen, geopend van november tot eind april. Rondom de skipistes zijn een aantal andere attracties ingericht, zodat het park ook in andere jaargetijden mogelijkheden tot recreatie kan bieden.
Het werd opgericht op initiatief van de gouverneur van kraj Krasnojarsk Aleksandr Chloponin in samenwerking met zakenman Michail Prochorov met geld van Norilsk Nikkel. Het skicomplex werd gebouwd door het Canadese bedrijf Ecosing, waarbij rekening gehouden werd met het feit dat het skicomplex aan de rand van het natuurreservaat zapovednik Stolby ligt. In december 2006 werd het eerste deel van het park geopend. In de jaren erop werd het uitgebreid met nieuwe attracties.
Het hoogteverschil tussen de boven- en onderzijde van de piste bedraagt 350 meter en de totale lengte van de pistes ruim 10 kilometer.